# عين جدي للمياه المعدنية

مياه عين الجدي المعبأة

عين جدي للمياه المعدنية (بالعبرية: עין גדי) هو علامة تجارية للمياه المعبأة، وقد بدأ إنتاجها منذ عام 1997. وتُعد ثالث علامة تجارية إسرائيلية شعبية في إنتاج المياه المعبأة، حيث بلغت حصتها 17٪ من السوق في البلاد. تأتي المياه المستخدمة في إنتاجها من محمية عين جدي الطبيعية.
وفي أعقاب صفقة وُقِّعت في عام 2004، أصبحت الشركة مملوكة بشكل مشترك من طرف كيبوتس عين جدي وجافورا تابوري.
ووفي وقت لاحق اُقترح مقاطعة مياه عين جدي المعدنية خوفاً من أن يؤدي إنتاجها إلى إفراغ واحة عين جدي.

## وصلات خارجية
- Ein Gedi Mineral Water website